# Andrés Breijo Méndez
Andrés Breijo Méndez fue un militar español del arma de artillería. Estuvo casado y tuvo ocho hijos. Falleció en Ferrol, La Coruña (España) el 9 de junio de 1952.

## Biografía
Estudió en la Academia Militar de Segovia, en artillería, como lo reflejan los periódicos La Correspondencia de España en 1918 y El Debate en 1921, cuando aprobó el cuarto ejercicio.
En sus empleos como artillero del Ejército de Tierra fue destinado a la Comandancia de Ceuta, según informó el periódico El Telegrama del Rif, dirigido por Cándido Lobera Girela, en su sección de noticias militares el 29 de octubre de 1930. El 1 de agosto de 1931 fue considerado apto para ascender a comandante de artillería del ejército, según lo publicó el número 169 del Diario Oficial y difundió el diario La Correspondencia Militar en su edición del 2 de agosto de ese mismo año. Entre 1933 y 1935 estuvo destinado en el Regimiento de Artillería de Costa número 3. 
Durante la Guerra Civil Española participó en una recaudación de Falange Española en Ortigueira, así lo reflejó el 26 de septiembre de 1936 el semanario gallego de carácter agrario La Voz de Ortigueira, que afirma que Breijo entregó una cesta de patatas. El 8 de marzo de 1938, fue expulsado del ejército "por encontrarse prestando servicio en terreno faccioso", según se informó en el número 69 del Diario Oficial del Ministerio de Defensa Nacional, publicado en Barcelona el 22 de marzo de 1938 por el gobierno de la Segunda República Española.
El número 10 del Boletín Oficial del Estado, fechado en Burgos el 24 de octubre de 1936 y publicado por el Ejército Nacional, afirma que Breijo Méndez fue enviado al Regimiento de Artillería de Costa número 3. Aunque el suplemento número 43 al Boletín Oficial del Estado, fechado en Tetuán el 30 de octubre de 1936 indica que fue destinado en el Regimiento de Artillería de Costa número 2.
Tras la contienda civil, el Diario Oficial del Ministerio del Ejército del Gobierno de Franco refleja que Breijo Méndez tenía el empleo de capitán del arma de artillería en 1940.
Entre julio y septiembre de 1943, siendo ya comandante del Regimiento n.º 2, viajó a Alemania como parte de una comisión militar española donde conoció los radares Freya y Würzburg, la estación de radiolocalización de Saint Germain, las centrales de información de Caen y París, y la de alarma de París.
Falleció en Ferrol, La Coruña (España) el 9 de junio de 1952 siendo Teniente coronel de Artillería.